# Acalypha sonderi
Acalypha sonderi là một loài thực vật có hoa trong họ Đại kích. Loài này được Gand. mô tả khoa học đầu tiên năm 1913.